# Дворани-над-Нітроу
Дворани-над-Нітроу (словац. Dvorany nad Nitrou) — село, громада округу Топольчани, Нітранський край. Кадастрова площа громади — 4.52 км².
Населення 785 осіб (станом на 31 грудня 2019 року).

## Історія
Дворани-над-Нітроу згадуються 1285 року.

## Населення
| Рік:            | 1994. | 2004.    | 2014.   | 2024.   |
| --------------- | ----- | -------- | ------- | ------- |
| Кількість осіб: | 683   | 775      | 761     | 814     |
| Різниця:        |       | +13,46 % | -1,80 % | +6,96 % |

| Рік:            | 2023. | 2024.   |
| --------------- | ----- | ------- |
| Кількість осіб: | 810   | 814     |
| Різниця:        |       | +0,49 % |